# دمسکس (اوهایو)
دمسکس (به انگلیسی: Damascus) یک منطقهٔ مسکونی در ایالات متحده آمریکا است که در شهرستان کلمبیانا، اوهایو واقع شده‌است. دمسکس ۲٫۰۹ کیلومتر مربع مساحت و ۴۴۳ نفر جمعیت دارد و ۳۴۰ متر بالاتر از سطح دریا واقع شده‌است.